# Regresa a mí (canción de Thalía)
«Regresa a mí» es una canción de Thalía, de su álbum Arrasando (2000). El videoclip de este sencillo fue dirigido por Simón Brand.
El sencillo fue particularmente exitoso en Hungría y República Checa, donde obtuvo sus mayores ventas, en este último obtuvo disco de platino.

## Videoclip
El video data de Thalia creando una simulacion tecnológica y futurista entre ella y sus amigos, dividido en tres nives ,Alpha, Gamma y Delta (ΑΓΔ) que es una fraternidad internacional de mujeres, el motivo de la simulacion es saber si ella contará con el apoyo de sus amigos cuando le pida a su exnovio que regrese a ella.
- En el nivel Alpha se observa a todos sus amigos marchando hacia Thalia (creada por computadora), dando a entender que todos la apoyan en esa decisión.

Por su parte la verdadera Thalia se encuengra en una habitación futurista viendo todo lo que acontece en la simulacion.
- Para el nivel Gamma se observa que aun todos están con ella sin embargo solo quienes brincaron pueden alcanzar el último nivel.

- Nivel Delta: En esta parte de la simulacion Thalia (creada por computadora)  se encuentra sola, debido a que simula que ya esta con su exnovio para pedirle que vuelva, en esta última simulacion se encuentra completamente sola y sus amigos no vuelven si no hasta que ella se encuentra mejor.

Por su parte Thalia real observa toda la simulacion y sonrie pues ya sabe que esperar.

## Curiosidades
- El video tiene menor duración que la canción esto debido a que iba a ser el primer sencillo promocional del álbum Arrasando pero en una encuesta realizada a sus fanes del club internacional de Thalía, Mundo de Cristal, se opto primero por lanzar primero Entre el mar y una estrella.
- El parecido de ambos videos es debido a que fueron grabados al mismo tiempo, sin embargo Entre el mar y una estrella es un video sencillo debido a la rapidez con la que se grabó, debido a que el video ya se tenía que lanzar.
- Thalia dijo en una entrevista que la canción "Regresa a mi" no iba dedicada para nadie y solo era parte de su inspiración al interpretar a Rosalinda.

## Versiones
1. «Regresa a Mí» (Álbum Versión) - 4:31
2. «Regresa a Mí» (Inglés Versión) (Don't Close The Door) - 4:33
3. «Regresa a Mí» (Radio Edit 1) - 3:50
4. «Regresa a Mí» (Radio Edit 2) - 3:30
5. «Regresa a Mí» (Vídeo Versión) - 4:01

## Posiciones
| Listas (2000)                 | Posición |
| ----------------------------- | -------- |
| US Billboard Latín Pop Songs  | 1        |
| US Billboard Hot Latin Tracks | 19       |
| Hungría Sencillo Top 10       | 6        |
| México Top 10                 | 1        |
| República Checa IFPI          | 2        |

## Certificaciones
| País            | Organismo certificador | Certificación | Ventas certificadas | Ref. |
| --------------- | ---------------------- | ------------- | ------------------- | ---- |
| República Checa | IFPI (República Checa) | Platino       | 40,000              |      |